# Maria-Kannon

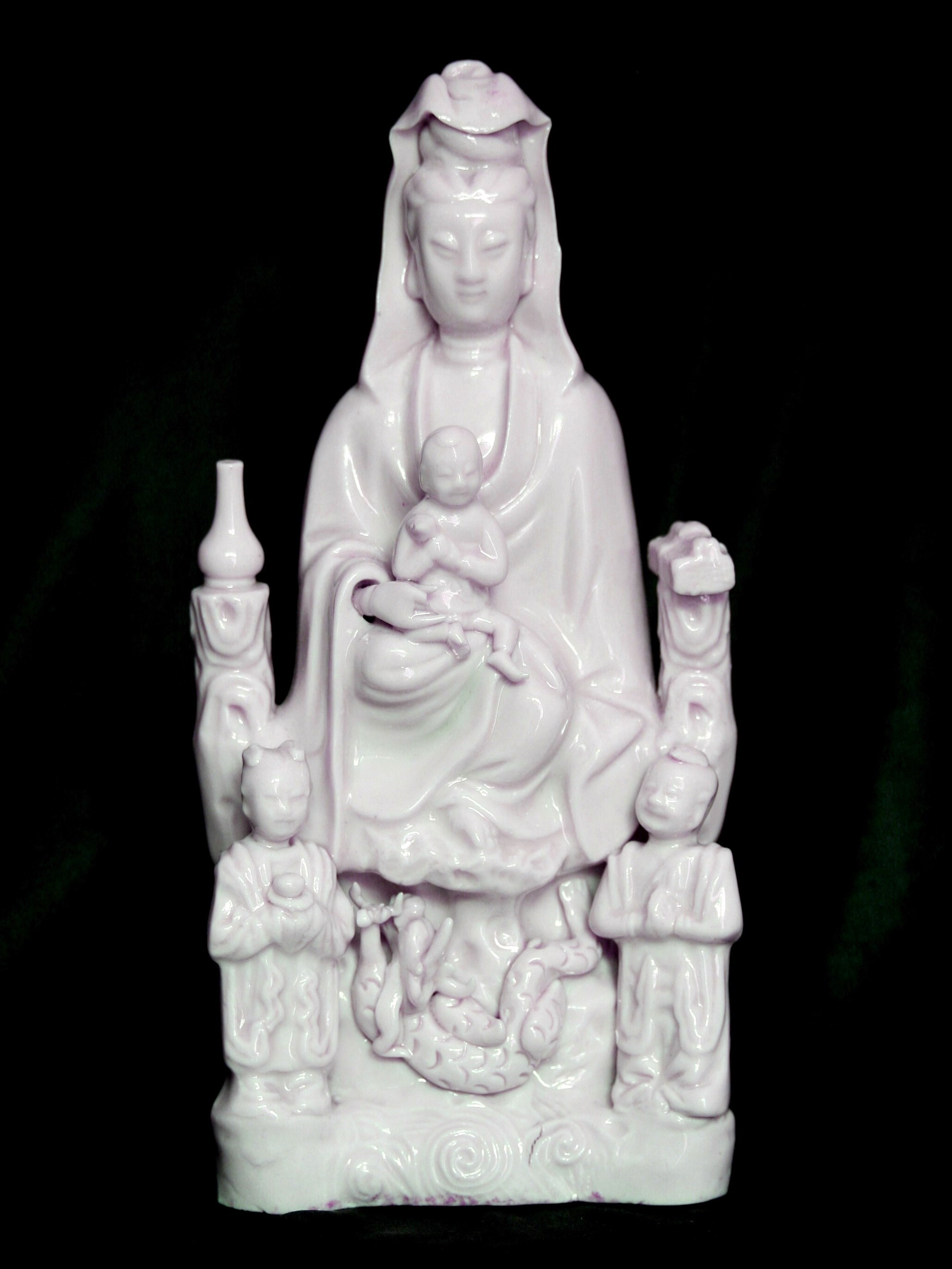
Maria-Kannon aus Porzellan, (chinesischer Import, Nantoyōsō-Sammlung)

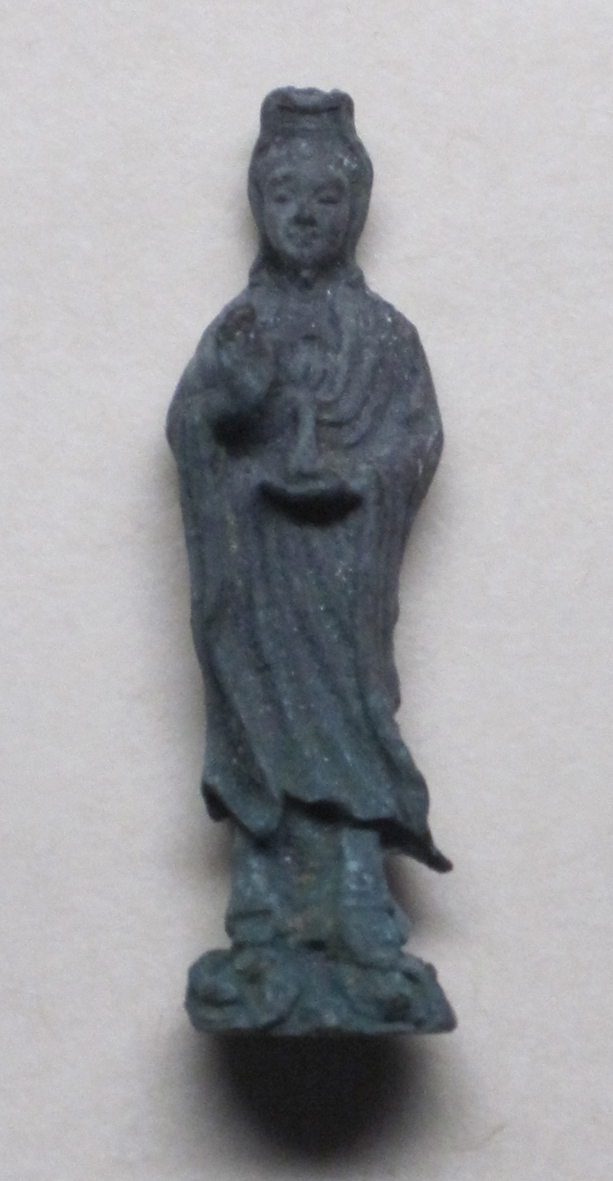
Maria-Kannon aus Bronze, Höhe: 43 mm (Edo-Zeit)

Als Maria-Kannon (jap. マリア観音) bezeichnet man im Japan des frühen 17. Jh. aufgekommene Statuen der buddhistischen Gottheit Kannon, die von einheimischen Kryptochristen (Kakure Kirishitan (隠れキリシタン, kakure kirishitan)) zur Verehrung der Gottesmutter Maria genutzt wurden.
1549 begann mit der Landung des Jesuiten Francisco de Xavier die christliche Mission in Japan, die während der ersten Jahrzehnte einige Erfolge zeitigte, doch nach dem Erlass des ersten antichristlichen Edikts (1587) durch Toyotomi Hideyoshi einer zunehmend schärferen Unterdrückung ausgesetzt war und schließlich 1639 mit der Ausweisung der verbliebenen Missionare und dem Verbot des Christentums zusammenbrach. Wer unter den einheimischen Christen überleben wollte, musste Formen der Glaubensausübung finden, die nicht den Argwohn der Behörden oder möglicher Denunzianten weckten.
Besonders im Westen und Nordwesten von Kyūshū, wo sich die Kakure Kirishitan bis zur Öffnung des Landes im 19. Jh. halten konnten, nutzte man anstelle der europäisch geprägten Marienfiguren Figuren der Gottheit Kannon (Sanskr. Avalokitêśvara, chinesisch 觀音, Pinyin Guanyin). Ikonographisch gab es eine Reihe von Ähnlichkeiten, die der Tarnung dienlich waren. Der Bodhisattva Avalokitêśvara hatte in China weibliche Züge angenommen und wurde im japanischen Buddhismus in drei Formen verehrt, die eng mit Geburt und Mutterschaft verbunden waren: Juntei Kannon (准胝観音), Koyasu Kannon (子安観音) und Jibo Kannon (慈母観音). Die beiden letzteren wurden zur Marienverehrung genutzt. Gelegentlich nutzte man auch Figuren der buddhistischen Gottheit Kishimojin (鬼子母神, Sanskrit Hārītī).  Sie hält gewöhnlich ein Kind im Arm und in der anderen Hand einen Granatapfel als Symbol der Fruchtbarkeit.
Neben aus China eingeführten Porzellanfiguren verbreiteten sich auch im Lande hergestellte Figuren aus Keramik oder Holz. Hier finden sich oft verdeckte Kreuzformen, sei es als Diadem im Kopfschmuck, sei es als Anhänger am Hals oder in anderen Accessoires. Besonders unter den Kryptochristen im Raum Nagasaki/Hirado und auf den Gotō-Inseln wurden diese Figuren bis zur Aufhebung des Christenverbot im Jahre 1873 verwendet.